# سي سي بيك
تشارلز كلارنس بيك (بالإنجليزية: Charles Clarence Beck)‏ عادة يشار له باسم سي سي بيك مواليد 8 يونيو 1910 في زومبروتا - الوفاة 22 نوفمبر 1989 في غينزفيل، كان رسام كارتون وفنان قصص مصورة أمريكي. مشهور بعمله على شخصية كابتن مارفل في فوسيت كومكس ثم دي سي كومكس. حاز على جائزة إنكبوت سنة 1977 في سان دييغو كومك كون إنترناشونال. درس في جامعة مينيسوتا.